# Mycetophila propria
Mycetophila propria är en tvåvingeart som beskrevs av Frederick Askew Skuse 1888. Mycetophila propria ingår i släktet Mycetophila och familjen svampmyggor. Inga underarter finns listade i Catalogue of Life.